# Amanda Chessell
Pour les articles homonymes, voir Chessell.
 (octobre 2024).
La mise en forme du texte ne suit pas les recommandations de Wikipédia : il faut le « wikifier ».
Les points d'amélioration suivants sont les cas les plus fréquents. Le détail des points à revoir est peut-être précisé sur la page de discussion.
- Les titres sont pré-formatés par le logiciel. Ils ne sont ni en capitales, ni en gras.
- Le texte ne doit pas être écrit en capitales (les noms de famille non plus), ni en gras, ni en italique, ni en « petit »…
- Le gras n'est utilisé que pour surligner le titre de l'article dans l'introduction, une seule fois.
- L'italique est rarement utilisé : mots en langue étrangère, titres d'œuvres, noms de bateaux, etc.
- Les citations ne sont pas en italique mais en corps de texte normal. Elles sont entourées par des guillemets français : « et ».
- Les listes à puces sont à éviter, des paragraphes rédigés étant largement préférés. Les tableaux sont à réserver à la présentation de données structurées (résultats, etc.).
- Les appels de note de bas de page (petits chiffres en exposant, introduits par l'outil «  Source ») sont à placer entre la fin de phrase et le point final[comme ça].
- Les liens internes (vers d'autres articles de Wikipédia) sont à choisir avec parcimonie. Créez des liens vers des articles approfondissant le sujet. Les termes génériques sans rapport avec le sujet sont à éviter, ainsi que les répétitions de liens vers un même terme.
- Les liens externes sont à placer uniquement dans une section « Liens externes », à la fin de l'article. Ces liens sont à choisir avec parcimonie suivant les règles définies. Si un lien sert de source à l'article, son insertion dans le texte est à faire par les notes de bas de page.
- La présentation des références doit suivre les conventions bibliographiques. Il est recommandé d'utiliser les modèles {{Ouvrage}}, {{Chapitre}}, {{Article}}, {{Lien web}} et/ou {{Bibliographie}}. Le mode d'édition visuel peut mettre en forme automatiquement les références.
- Insérer une infobox (cadre d'informations à droite) n'est pas obligatoire pour parachever la mise en page.

Pour une aide détaillée, merci de consulter Aide:Wikification.
Si vous pensez que ces points ont été résolus, vous pouvez retirer ce bandeau et améliorer la mise en forme d'un autre article.
 (octobre 2024).
Amanda Elizabeth Chessell est une informaticienne et ingénieure émérite à IBM. Elle a reçu la médaille d'argent de la Royal Academy of Engineering. En 2002, elle est élue membre de la Royal Academy of Engineering.
Elle est professeure invitée à l'université de Sheffield et au Surrey Centre for the Digital Economy (CoDE) à l'université de Surrey.

## Formation
Amanda Chessell a étudié au Plymouth Polytechnic et y obtient une licence spécialisée en informatique en 1987. Après avoir rejoint IBM en 1987, elle obtient en 1997 une maîtrise en génie logiciel à l'université de Brighton.

## Carrière chez IBM
Chessell a rejoint IBM en 1987. Elle travaille au laboratoire Hursley d'IBM situé près de Winchester dans le Hampshire au Royaume-Uni.
Elle a ensuite développé des outils d'analyse et de conception de grands systèmes, puis d'automatisation de leur développement. Ses travaux portent aujourd’hui sur les architectures de data lake, la gestion des métadonnées et la gouvernance de l’information.
Chessell donne aussi fréquemment des conférences sur des sujets autour de l’informatique et de l’innovation.

## Distinctions
En 2016, Chessell a été nommée dans la liste des 50 femmes les plus influentes en ingénierie et elle est l'une des 30 femmes de la campagne BCS Women in IT en 2014.
En 2002, Chessell est élue membre de la Royal Academy of Engineering, et en 2011, elle a été nommée membre honoraire de l' Institution of Engineering Designers (IED). En 2015, elle devient Commandeur de l'Ordre de l'Empire britannique.
En 2001, elle est la première femme à remporter la médaille d'argent de la Royal Academy of Engineering. Elle a reçu plusieurs prix dont celui d'inventrice de l'année pour le renforcement des capacités d'innovation en 2006, le prix de la meilleure femme du secteur privé lors des Blackberry Women in Technology Awards la même année et en 2012, elle a le prix de l'innovateur de l'année lors des Cisco everywoman in Technology Awards.
Elle reçoit un doctorat honorifique de l'université de Plymouth en 2013, de l'université du Pays de Galles du Sud  en 2015, de l'université de Brighton en 2015 et de l'université de Bath en 2017.